# BCアリートゥス
BCアリートゥス（リトアニア語: Krepšinio klubas Alytus、英: BC Alytus）は、かつてリトアニア・アリートゥスを本拠地として活動していたプロバスケットボールクラブである。リトアニア・バスケットボール・リーグ (LKL) に所属していた。

## 歴史
2005年、BCアリタを引き継ぐ形でBCアリートゥスが発足した。発足当初は全国バスケットボール・リーグ (NKL) に所属し、2007–08シーズンからはリトアニア・バスケットボール・リーグ (LKL) とバルティック・バスケットボール・リーグ (BBL) のチャレンジ・カップに所属した。
2005–06シーズンではNKLグループAで8チーム中6位（19勝25敗）となり、ポストシーズンではルードゥピスを相手に1勝2敗で敗れ、プレイオフ・ベスト8進出ならず。続く2006–07シーズンではNKLグループBで8チーム中首位（30勝14敗）という好成績をおさめたものの、プレイオフ準々決勝ではヨナヴァSK-Dexteraに1勝2敗で敗れた。
LKLデビューとなる2007–08シーズンは、レギュラーシーズン4位、プレイオフでも4位と健闘した。しかしその後のシーズンでは、レギュラーシーズン9位（2008–09）、11位（2009–10）、13位（2010–11）と成績はふるわず、プレイオフに進出できない状況が続いた。
BBLチャレンジ・カップでは、8位（2007–08）、9位（2008–09）、12位（2009–10）、6位（2010–11）という成績をおさめた。
2011年、経営破綻し、解散した。その後のアリートゥスでは、BCアリートゥスに代わってBCサヴァノリスが設立され、翌年にはBCズーキヤが設立された。